# 克卢日大学足球俱乐部
克卢日大学足球俱乐部，是罗马尼亚西北部克卢日-纳波卡市的一个职业足球俱乐部。该俱乐部的传统颜色为黑白。俱乐部成立于1919年，现参加羅馬尼亞足球甲級聯賽。